# ماریو و سونیک در المپیک ریو ۲۰۱۶
ماریو و سونیک در بازی‌های المپیک ریو ۲۰۱۶ (به انگلیسی: Mario & Sonic at the Rio 2016 Olympic Games) بازی جمعی کراس‌اوور ورزشی محصول سال ۲۰۱۶ می‌باشد که در فوریهٔ سال ۲۰۱۶ در ژاپن، در مارس سال ۲۰۱۶ در آمریکای شمالی و در آوریل سال ۲۰۱۶ در اروپا و استرالیا برای نینتندو ۳دی‌اس منتشر گردید و به‌طور سراسری در ژوئن سال ۲۰۱۶ برای وی یو منتشر گردید. این بازی همانند دیگر بازی‌های مجموعهٔ ماریو و سونیک در بازی‌های المپیک از سوی کمیتهٔ بین‌المللی المپیک مجوز رسمی دریافت نموده. این بازی توسط سگا با همکاری آرزست و اسپایک چانسافت توسعه‌یافته و توسط نینتندو به‌عنوان پنجمین بازی از مجموعهٔ ماریو و سونیک در بازی‌های المپیک منتشر شده‌است. این بازی با کلکسیونی از مینی گیم‌های ورزشی به‌همراهٔ شخصیت‌های مجموعه‌های ماریو و سونیک خارپشت همراه‌است.